# Hypogastrura yongmuensis
Hypogastrura yongmuensis är en urinsektsart som beskrevs av Lee 1974. Hypogastrura yongmuensis ingår i släktet Hypogastrura och familjen Hypogastruridae. Inga underarter finns listade i Catalogue of Life.